# حلاقة دقيقة (فلم)
حلاقة دقيقة (بالإنجليزية: A Close Shave) هو فيلم كوميدي قصير تم إنتاجه في المملكة المتحدة وصدر في سنة 1995.

## وصلات خارجية
- الموقع الرسمي
- مقالات تستعمل روابط فنية بلا صلة مع ويكي بيانات